# イート・イット
『イート・イット』（Eat It）は、イギリスのロック・バンド、ハンブル・パイが1973年に発表した6作目のスタジオ・アルバム。ただし、収録内容の一部はライブ音源である。

## 背景
オリジナルLPは2枚組で、スタジオ録音のパートに関してはサイド1がハードなオリジナル曲、サイド2がカバー曲、サイド3がアコースティック色を取り入れたソフトなオリジナル曲という構成となった。また、サイド4にはグラスゴーのグリーンズ・プレイハウスにおけるライブ録音が収録された。再発CDは1枚にまとめられている。

## 反響・評価
全英アルバムチャートでは34位に達し、バンドにとって4作目の全英トップ40アルバムとなるが、その後バンドは、イギリスにおけるヒットに恵まれなくなった。アメリカでは1973年5月5日付のBillboard 200で13位に達し、前スタジオ・アルバム『スモーキン』（1972年）に続く、自身2作目の全米トップ20アルバムとなった。日本ではバンド初のオリコンLPチャート入りを果たし、最高58位を記録した。
Stephen Thomas Erlewineはオールミュージックにおいて5点満点中3点を付け「楽曲のクオリティは明らかにムラがある」と評している。

## 収録曲
特記なき楽曲はスティーヴ・マリオット作。
Side 1
1. ゲット・ダウン・トゥ・イット - Get Down to It – 3:27
2. 大酒飲みと悪女 - Good Booze and Bad Women – 3:18
3. それは愛のために - Is It for Love? – 4:41
4. ドラッグストア・カウボーイ - Drugstore Cowboy – 5:40

Side 2
1. ブラック・コーヒー - Black Coffee (Ike Turner, Tina Turner) – 3:11
2. アイ・ビリーヴ・トゥ・マイ・ソウル - I Believe to My Soul (Ray Charles) – 4:05
3. シャット・アップ - Shut Up and Don't Interrupt Me (Johnny Bristol, Edwin Starr) – 3:07
4. ザッツ・ハウ・ストロング・マイ・ラヴ・イズ - That's How Strong My Love Is (Roosevelt Jamison) – 3:49

Side 3
1. セイ・ノー・モア - Say No More – 2:01
2. オー・ベラ（オール・ザッツ・ハーズ） - Oh, Bella (All That's Hers) – 3:28
3. サマー・ソング - Summer Song – 2:48
4. ベクトン・ダンプス - Beckton Dumps – 3:16

Side 4
1. アップ・アワー・スリーヴ - Up Our Sleeve (Lyrics by Steve Marriott/Music by Humble Pie) – 5:02
2. ホンキー・トンク・ウィメン - Honky Tonk Women (Mick Jagger, Keith Richards) – 3:58
3. ロード・ランナー - (I'm a) Road Runner (Eddie Holland, Lamont Dozier, Brian Holland) – 13:30

## 参加ミュージシャン
- スティーヴ・マリオット - ボーカル、ギター、キーボード、ハーモニカ
- クレム・クレムソン - ギター
- グレッグ・リドリー - ベース
- ジェリー・シャーリー - ドラムス

アディショナル・ミュージシャン
- ブラックベリーズ（クライディ・キング（英語版）、ヴェネッタ・フィールズ（英語版）、ビリー・バーナム） - バッキング・ボーカル
- シドニー・ジョージ - サクソフォーン
- B・J・コール - スティール・ギター(on #10)